# 弓背石首魚
弓背石首魚為輻鰭魚綱鱸形目鱸亞目石首魚科的其中一種，分布東大西洋區，從英吉利海峽至茅利塔尼亞海域，棲息深度可達200公尺，體長可達70公分，棲息在沿海沙石底質、礁石區海域，於夜間活動，屬肉食性，以甲殼類及魚類為食，可做為食用魚。